# Förenade arabemiraten i olympiska sommarspelen 1992
Förenade arabemiraten deltog i de olympiska sommarspelen 1992 med en trupp, men ingen av landets deltagare erövrade någon medalj.

## Friidrott
Herrarnas 400 meter häck
- Abdulla Sabt
  - Heat — 56,20 (→ gick inte vidare)